# Corchorus orinocensis
Corchorus orinocensis är en malvaväxtart som beskrevs av Carl Sigismund Kunth. Corchorus orinocensis ingår i släktet Corchorus och familjen malvaväxter. Inga underarter finns listade i Catalogue of Life.